# Heizkraftwerk Hiltrop
Das Heizkraftwerk Hiltrop ist ein erdgasbetriebenes Heizkraftwerk der Stadtwerke Bochum, das als Gas-und-Dampf-Kombikraftwerk gebaut ist. Es befindet sich in Hiltrop, einem Stadtteil von Bochum.
Das Kraftwerk versorgt bis zu 20.000 Wohnungen in den Bochumer Stadtteilen Gerthe, Kornharpen und in der Innenstadt. 2015 wurde an der Spitze des Kamins in etwa 50 m Höhe ein Wanderfalkennest angebracht.

## Vorgeschichte
Ab 1961 wurde das Fernwärmenetz im Bochumer Norden aufgebaut. Die Fernwärme wurde vom bestehenden Kohlekraftwerk der Zeche und Kokerei Lothringen IV in das Fernwärmenetz eingespeist.
Nach der Stilllegung der Zeche 1967 blieb das Kraftwerk noch in Betrieb, um die Fernwärmeversorgung aufrechtzuerhalten.
Bei den Stadtwerken Bochum wurden aber Planungen vorangetrieben, das Zechenkraftwerk Lothringen durch ein eigenes gasbetriebenes Heizkraftwerk direkt neben dem bestehenden Kraftwerk zu ersetzen. Dieses neue Kraftwerk wurde 1975 in Betrieb genommen
und das alte Steinkohlekraftwerk abgeschaltet.

## Das heutige Heizkraftwerk
Das 1975 in Betrieb genommene Heizkraftwerk wurde 2015 für 20 Millionen Euro modernisiert, wobei die vorhandene Gasturbine durch eine moderne ausgetauscht wurde. Seitdem wird es von einer Turbine des Typs Siemens SGT-700 B betrieben. Die elektrische Leistung der neuen Gas- und der Dampfturbine liegt zusammen bei 44 MW, der Gesamtwirkungsgrad inklusive Fernwärmeauskopplung beträgt bis zu 88 %.